# Пирон, Беатрис
Беатрис Пирон (исп. Beatriz Pirón, родилась 27 февраля 1995 в Сан-Педро-де-Макорисе) — доминиканская тяжелоатлетка, серебряный призёр Универсиады 2017, участница Олимпиады-2012 в Лондоне, Олимпиады-2016 в Рио-де-Жанейро и Олимпиады-2020 в Токио.

## Биография
Беатрис родилась 27 февраля 1995 года в Сан-Педро-де-Макорисе. Её родители — Кения Канделарио и Аугусто Пирон. В возрасте 18 лет у спортсменки уже появилась на свет дочь Ямилька (исп. Yamilka). Также у Беатрис есть тётя Гильермина Канделарио, которая также занимается тяжёлой атлетикой и является медалисткой Панамериканских игр.

## Карьера
Тяжелоатлетка участвовала на двух Олимпийских играх. В 2012 году в Лондоне заняла девятое место в своей весовой категории (до 48 кг) с суммой 167 килограммов. Спустя четыре года она сильно улучшила свои результаты и даже боролась за медали, но выиграть их не смогла. Подняв в рывке 85 и в толчке 102 килограмма, доминиканка заняла четвёртое место в сумме с итоговым результатом 187 килограммов.
Помимо Олимпийских успехов Беатрис завоевала бронзовую медаль на Панамериканских играх в Торонто с результатом 175 килограммов.
20 августа 2017 года стала обладательницей серебряной медали Универсиады в Тайбэй Сити. Беатрис Пирон подняла 188 килограммов (85 в рывке и 103 в толчке).